# Ajjoebidische dinar

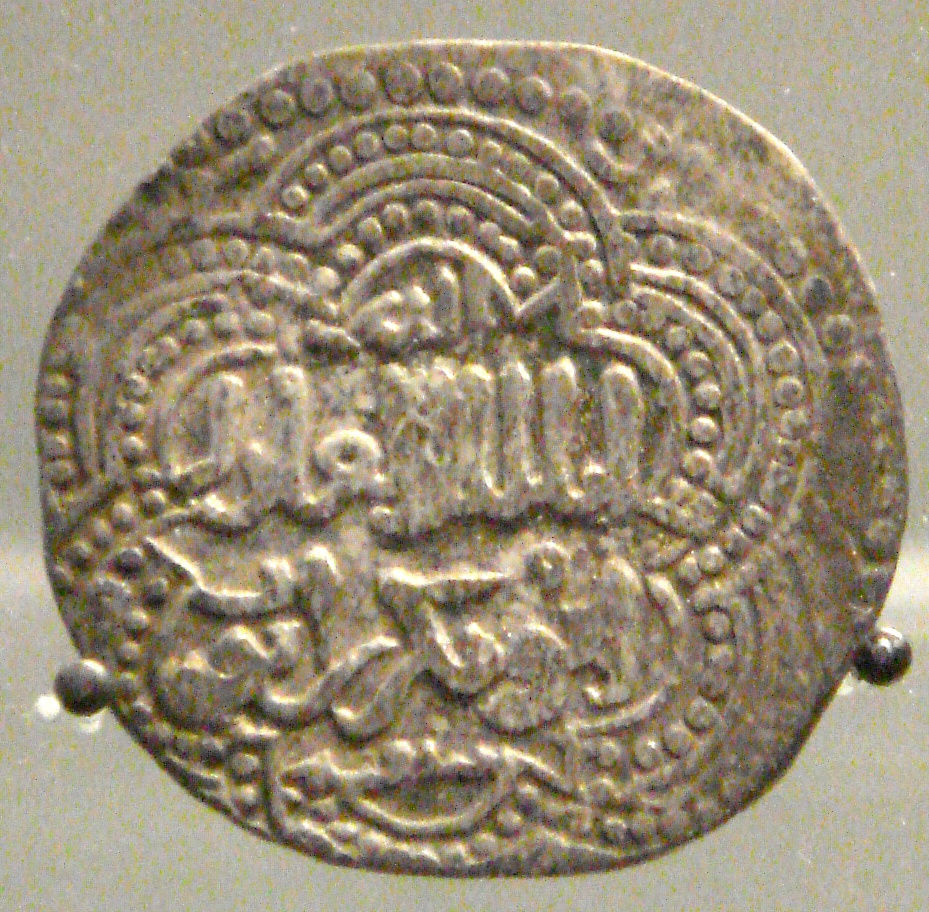
Voorzijde van een Ajjoebidische dinar.

De Ajjoebidische dinar was de munteenheid van het Ajjoebidische Rijk die heersten over een deel van het Midden-Oosten.
Nadat het Ajjoebidische Rijk gevestigd werd op de ruïnes van het Fatimidische Rijk kampte men met een tekort aan goud gevolgd door een tekort aan zilver met als gevolg dat er munten van slechte kwaliteit werden geslagen met een grote hoeveelheid koper. 
Saladin maakte zijn munten in dezelfde stijl als de Fatimidische dinar met de multicirkels, waarbij voor het eerst sinds het tijdperk van de Ichsjididen de naam van de Abassidische kalief werd geschreven in plaats van de Fatimidische leiders op Egyptische munten. Bovendien sloeg Saladin in 1181 een nieuwe stijl van dinars, bestaande uit een voor-/achterkant en twee randen. Deze stijl bleef bestaan tot Al-Adil I, die een nieuwe stijl van één centrum en één rand bedacht die in gebruik was tot het einde van het Ajjoebidische Rijk.
Alle inscripties op deze munten waren geschreven in Kufische letters tot 1226 toen het Naskh-schrift werd gebruikt op de Ajjoebidische dinar.